# David Harbour
David Kenneth Harbour (sinh ngày 10 tháng 4 năm 1975) là một diễn viên người Mỹ. Anh được biết đến nhiều nhất với vai diễn Jim Hopper trong Stranger Things - một series phim truyền hình kinh dị, khoa học viễn tưởng của Netflix (2016-nay), đã mang về cho anh một giải thưởng Critics' Choice Television Awards năm 2018. Anh cũng đã nhận được đề cử giải thưởng Emmy Primetime và Giải Quả cầu vàng.
Harbour đã có các vai phụ trong các bộ phim như Brokeback Mountain (2005), Quantum of Solace (2008), The Green Hornet (2011), End of Watch (2012), The Equalizer (2014), Black Mass (2015) và Suicide Squad (2016). Ngoài ra anh còn đảm nhận vai chính cùng tên trong bộ phim siêu anh hùng Hellboy (2019).

## Tiểu sử
Harbour được sinh ra ở White Plains, New York, cha mẹ anh là Kenneth và Nancy (nhũ danh Riley) Harbour. Cả bố mẹ anh đều làm trong lĩnh vực bất động sản, mẹ anh làm bất động sản nhà ở và bố anh làm bất động sản thương mại Anh học tại trường trung học Byram Hills ở Armonk, New York, cùng với các diễn viên khác là Sean Maher và Eyal Podell. Harbour tốt nghiệp trường Đại học Dartmouth ở Hanover, New Hampshire năm 1997.

## Sự nghiệp

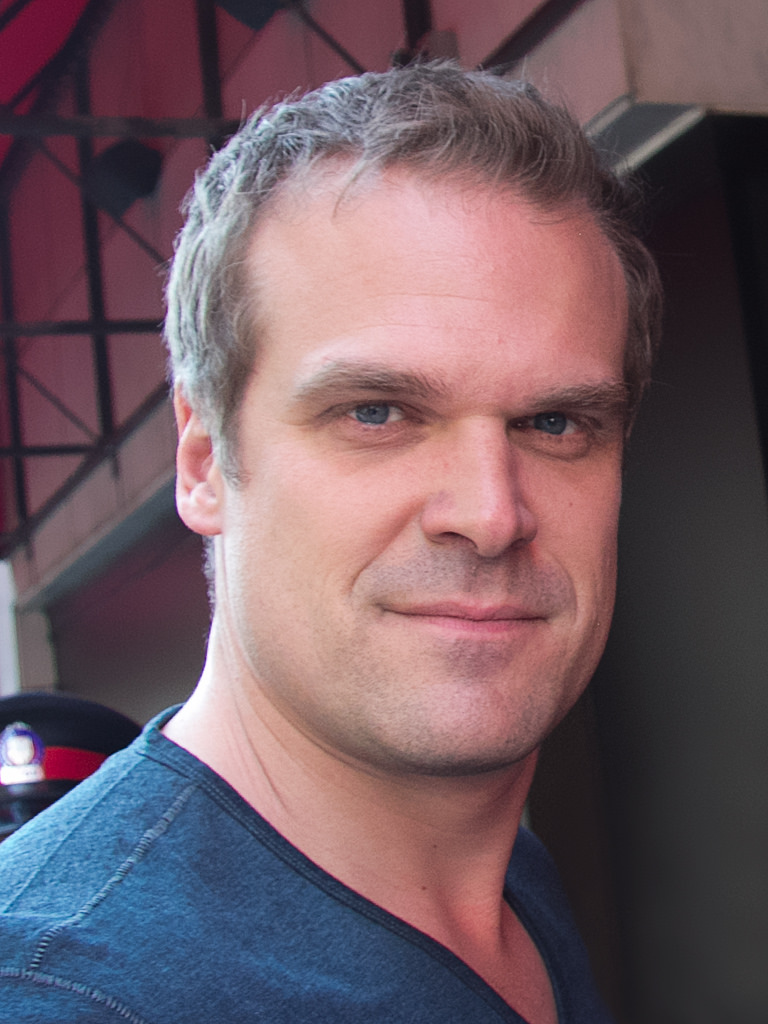
Harbour tại Liên hoan phim quốc tế Toronto 2014

Harbour bắt đầu diễn xuất chuyên nghiệp trên sân khấu Broadway vào năm 1999, trong vở kịch sự hồi sinh của The Rainmaker. Sau đó, anh ta đã ra mắt trong bộ phim truyền hình cùng năm đó trong một tập của Law & Order, đóng vai một người phục vụ. Anh ta xuất hiện trở lại vào năm 2002 trong một tập của Law & Order: Special Victims Unit, vào vai một kẻ giết trẻ em. Harbour miêu tả đặc vụ MI6 Roger Anderson trong loạt phim Pan Am của ABC. Năm 2005, anh được đề cử giải Tony cho vai diễn trong tác phẩm Who's Afraid of Virginia Woolf?.
Harbour cũng được biết đến với vai diễn đặc vụ CIA - Gregg Beam trong Quantum of Solace, với vai diễn là Campbell Campbell trong Revolutionary Road và Russell Crowe trong State of Play. Anh cũng nhận được lời khen ngợi cho vai diễn sát thủ lừng lẫy Paul Devildis trong một tập phim năm 2009 của Law & Order: Criminal Intent. Anh còn góp mặt trong các bộ phim khác bao gồm Brokeback Mountain, The Green Hornet, End of Watch và Between Us. Năm 2013, anh đóng một vai nhỏ là một bác sĩ trưởng khoa trong loạt phim truyền hình Elementary. Từ năm 2012 đến 2014, anh cũng đóng một số vai định kỳ như Elliot Hirsch trong The Newsroom.
Vào năm 2014, Harbour đóng vai Tiến sĩ Reed Akley trong phần đầu tiên của loạt phim truyền hình lịch sử Manhattan. Năm 2015, Harbour được chọn vào vai Jim Hopper trong loạt phim Stranger Things,  một series phim truyền hình kinh dị, khoa học viễn tưởng của Netflix. Với vai diễn trong sê-ri, Harbour đã nhận được đề cử cho Giải thưởng Primetime Emmy cho Nam diễn viên phụ xuất sắc trong một bộ phim truyền hình (2017 và 2018) và Giải Quả cầu vàng cho Nam diễn viên phụ xuất sắc nhất - Sê-ri, Miniseries hoặc Phim truyền hình (2018). Harbour đã giành được một giải thưởng Hiệp hội diễn viên xuất sắc cho màn trình diễn xuất sắc của một nhóm nhạc kịch (2017) cùng với các thành viên còn lại.
Harbour thủ vai chính trong bộ phim reboot Hellboy (2019) với nhân vật chính cùng tên. Anh cũng đảm nhận một vai chính mang tên Alexei Shostakov/Red Guardian trong bộ phim Black Widow (2021) - một bộ phim thuộc Vũ trụ Điện ảnh Marvel.

## Đời sống cá nhân
Từ năm 2019, Harbour đã có quan hệ tình cảm với nữ ca sĩ Lily Allen. Họ cùng nhau xuất hiện lần đầu trên thảm đỏ trong Lễ trao giải Screen Actors Guild thường niên lần thứ 26. Một ngày sau khi nhận được giấy đăng ký kết hôn, họ kết hôn vào ngày 7 tháng 9 năm 2020 tại Las Vegas.
Harbour đã từng tin vào một số tôn giáo bao gồm Công giáo và Phật giáo;  Tuy nhiên, bây giờ anh không tin vào điều "huyền bí" và tin rằng con người "tạo ra một cuộc sống bằng... ý thức."  Anh từng tin vào ma, nhưng giờ thì không.
Harbour đã phải vật lộn với chứng nghiện rượu trong quá khứ của mình, và đã rất tỉnh táo kể từ những năm đầu của tuổi 20. Ở tuổi 25, Harbour được chẩn đoán mắc chứng rối loạn lưỡng cực.

## Các phim đã đóng

### Phim điện ảnh
| Film has yet to be released | Phim hoặc chương trình chưa được ra mắt |

| Năm                | Tựa đề                                         | Vai                                    | Chú thích       |
| ------------------ | ---------------------------------------------- | -------------------------------------- | --------------- |
| 2004               | Kinsey                                         | Robert Kinsey                          |                 |
| 2005               | Confess                                        | FBI Agent McAllister                   |                 |
| 2005               | Brokeback Mountain                             | Randall Malone                         |                 |
| 2005               | War of the Worlds                              | Dock Worker                            |                 |
| 2006               | The Wedding Weekend                            | David                                  |                 |
| 2008               | Revolutionary Road                             | Shep Campbell                          |                 |
| 2008               | Quantum of Solace                              | Gregg Beam                             |                 |
| 2009               | State of Play                                  | PointCorp Insider                      |                 |
| 2010               | Every Day                                      | Brian                                  |                 |
| 2011               | The Green Hornet                               | D.A. Frank Scanlon                     |                 |
| 2011               | W.E.                                           | Ernest Aldrich Simpson                 |                 |
| 2012               | End of Watch                                   | Van Hauser                             |                 |
| 2012               | Between Us                                     | Joel                                   |                 |
| 2012               | Knife Fight                                    | Stephen Green                          |                 |
| 2013               | Snitch                                         | Jay Price                              |                 |
| 2013               | Parkland                                       | James Gordon Shanklin                  |                 |
| 2014               | X/Y                                            | Todd                                   |                 |
| 2014               | A Walk Among the Tombstones                    | Ray                                    |                 |
| 2014               | The Equalizer                                  | Frank Masters                          |                 |
| 2015               | Black Mass                                     | John Morris                            |                 |
| 2016               | Suicide Squad                                  | Dexter Tolliver                        |                 |
| 2017               | Sleepless                                      | Doug Dennison                          |                 |
| 2019               | Frankenstein's Monster's Monster, Frankenstein | David Harbour III / Jr. / Frankenstein | Phim ngắn       |
| 2019               | Hellboy                                        | Hellboy                                |                 |
| 2020               | Extraction                                     | Gaspar                                 |                 |
| 2021               | Black Widow                                    | Alexei Shostakov / Red Guardian        | Sản xuất hậu kỳ |
| Không có thông tin | No Sudden Move                                 |                                        | Sản xuất hậu kỳ |

### Phim truyền hình

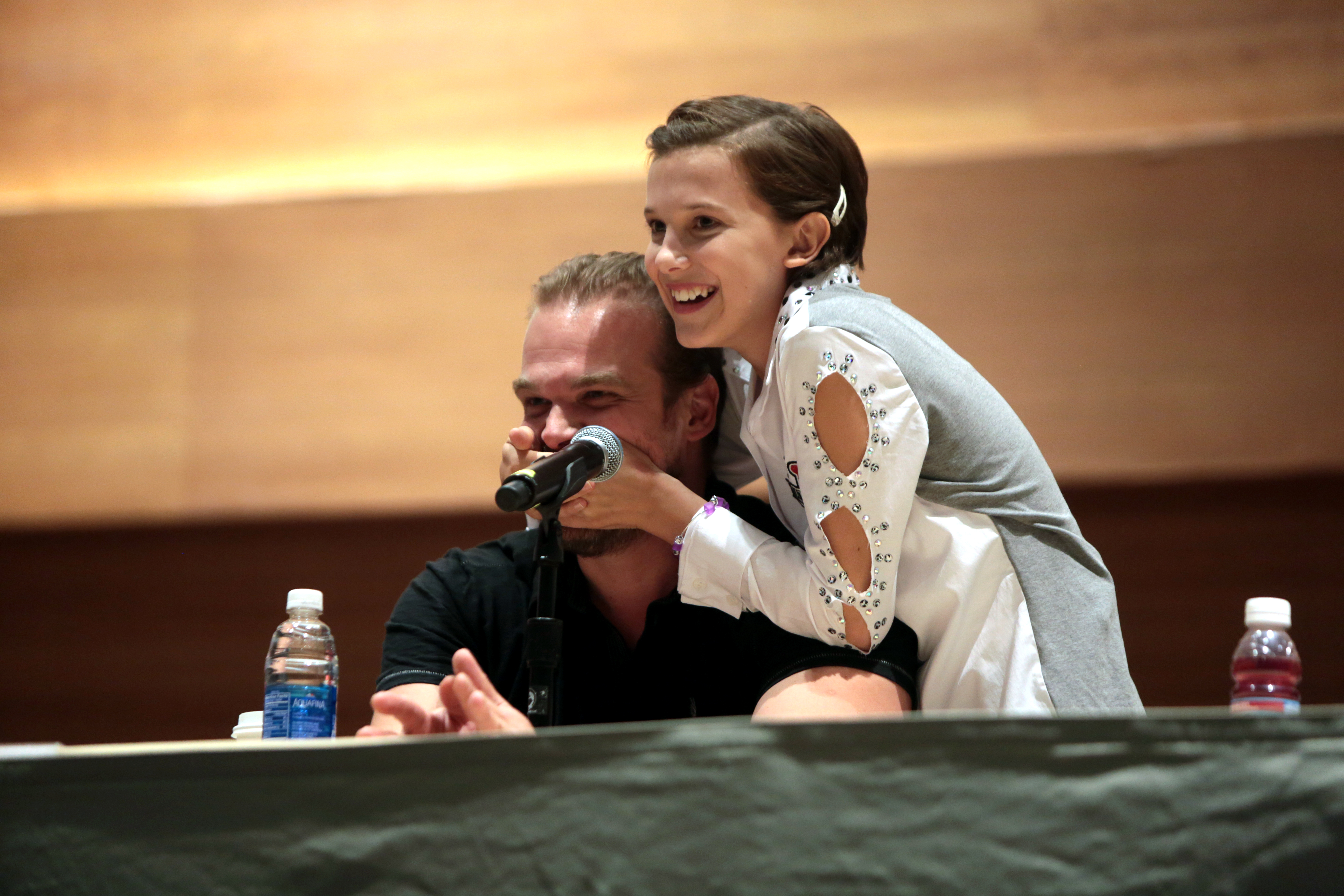
David Harbour và Millie Bobby Brown

| Năm       | Tựa đề                                | Vai                         | Chú thích                                 |
| --------- | ------------------------------------- | --------------------------- | ----------------------------------------- |
| 1999      | Law &amp; Order                       | Mike                        | Tập: "Patsy"                              |
| 2002      | Law &amp; Order: Special Victims Unit | Terry Jessup                | Tập: "Dolls"                              |
| 2003      | Hack                                  | Christopher Clark           | Tập: "Presumed Guilty"                    |
| 2004      | Law &amp; Order: Criminal Intent      | Wesley John Kenderson       | Tập: "Silver Lining"                      |
| 2006      | The Book of Daniel                    | Kevin Warwick               | Tập: "Acceptance"                         |
| 2007      | The Unit                              | Gary Weber                  | Tập: "Five Brothers"                      |
| 2008      | Law & Order                           | Jay Carlin                  | Tập: "Submission"                         |
| 2009      | Law & Order: Criminal Intent          | Paul Devildis               | Tập: "Family Values"                      |
| 2009      | Lie to Me                             | Frank Ambrose               | Tập: "The Better Half"                    |
| 2009      | Royal Pains                           | Dan Samuels                 | Tập: "It's Like Jamais Vu All Over Again" |
| 2011–2012 | Pan Am                                | Roger Anderson              | 6 tập                                     |
| 2012–2014 | The Newsroom                          | Elliot Hirsch               | 10 tập                                    |
| 2013      | Elementary                            | Dr. Mason Baldwin           | Tập: "Lesser Evils"                       |
| 2014      | Rake                                  | David Potter                | 11 tập                                    |
| 2014      | Manhattan                             | Dr. Reed Akley              | 10 tập                                    |
| 2014–2015 | State of Affairs                      | David Patrick               | 13 tập                                    |
| 2015–2016 | Banshee                               | Robert Dalton               | 2 tập                                     |
| 2016      | Crisis in Six Scenes                  | Vic                         | Tập: "#1.2"                               |
| 2016–2019 | Stranger Things                       | Jim Hopper                  | Vai chính                                 |
| 2018      | Drunk History                         | Vietnam Memorial Head       | Tập: "Underdogs"                          |
| 2018      | Animals                               | Hawk (lồng tiếng)           | Tập: "Roachella"                          |
| 2019      | Saturday Night Live                   | David Harbour (host)        | Tập: "David Harbour/Camila Cabello"       |
| 2020      | The Simpsons                          | Fred Kranepool (lồng tiếng) | Tập: "Undercover Burns"                   |
| 2021      | Q-Force                               | Đặc vụ Rick Buck            |                                           |

### Vở kịch
| Năm       | Tựa đề                                  | Vai                    | Chú thích |
| --------- | --------------------------------------- | ---------------------- | --------- |
| 1999      | The Rainmaker                           | Noah Curry             |           |
| 2001      | The Invention of Love                   | Moses John Jackson     |           |
| 2005      | Who's Afraid of Virginia Woolf?         | Nick                   |           |
| 2006–2007 | The Coast of Utopia: Part 1 – Voyage    | Nicholas Stankevich    |           |
| 2006–2007 | The Coast of Utopia: Part 2 – Shipwreck | George Herwegh         |           |
| 2007      | The Coast of Utopia: Part 3 – Salvage   | Doctor at the Seashore |           |
| 2010–2011 | The Merchant of Venice                  | Bassanio               |           |
| 2012–2013 | Glengarry Glen Ross                     | John Williamson        |           |

## Giải thưởng và đề cử
| Năm  | Giải thưởng                       | Hạng mục                                                      | Phim đề cử                      | Kết quả   | Ref.   |  |
| ---- | --------------------------------- | ------------------------------------------------------------- | ------------------------------- | --------- | ------ |  |
| 2005 | Tony Awards                       | Best Featured Actor in a Play                                 | Who's Afraid of Virginia Woolf? | Đề cử     | [ 11 ] |  |
| 2017 | Screen Actors Guild Awards        | Outstanding Performance by an Ensemble in a Drama Series      | Stranger Things                 | Đoạt giải | [ 12 ] |  |
| 2017 | Fangoria Chainsaw Award           | Best TV Supporting Actor                                      | Stranger Things                 | Đề cử     | [ 13 ] |  |
| 2017 | Primetime Emmy Awards             | Outstanding Supporting Actor in a Drama Series                | Stranger Things                 | Đề cử     | [ 14 ] |  |
| 2017 | Gold Derby Awards                 | Best Drama Supporting Actor                                   | Stranger Things                 | Đề cử     |        |  |
| 2018 | Critics' Choice Television Awards | Best Supporting Actor in a Drama Series                       | Stranger Things                 | Đoạt giải | [ 15 ] |  |
| 2018 | Golden Globe Awards               | Best Supporting Actor – Series, Miniseries or Television Film | Stranger Things                 | Đề cử     | [ 16 ] |  |
| 2018 | Screen Actors Guild Awards        | Outstanding Performance by an Ensemble in a Drama Series      | Stranger Things                 | Đề cử     |        |  |
| 2018 | Screen Actors Guild Awards        | Outstanding Performance by a Male Actor in a Drama Series     | Stranger Things                 | Đề cử     |        |  |
| 2018 | Gold Derby Awards                 | Best Drama Supporting Actor                                   | Stranger Things                 | Đoạt giải |        |  |
| 2018 | Primetime Emmy Awards             | Outstanding Supporting Actor in a Drama Series                | Stranger Things                 | Đề cử     | [ 17 ] |  |
| 2020 | Golden Raspberry Awards           | Worst Actor                                                   | Hellboy                         | Đề cử     | [ 18 ] |  |